# 维基解密泄露美国外交电报事件

WikiLeaks

维基解密泄露美国外交电报事件发生于2010年11月28日。维基解密首先公开了220份外交电报，并将另一部分发给了五家大媒体（美国《纽约时报》、英国《卫报》、德国《明镜周刊》、西班牙《国家报》及法国《世界报》）进行报导；维基解密计划将在几个月内完全公开所有文件。
大多数文件有关美国和中东国家的外交关系，文件还覆盖了有关中国大陆、朝鲜、巴基斯坦、阿富汗等国与德国、英国、俄罗斯、利比亚国家元首的内容。
文件中大约10万份被标签为“秘密”（confidential），大约一万五千份“机密”（secret）文件，没有“最高机密”（top secret）的文件。
维基解密泄露美国外交电报事件，对阿拉伯之春、占领华尔街和延续至今的土耳其、乌克兰和泰国等反对政商合一统治的占领运动的发生起到了推动作用。
2010年，美国陆军士兵切尔西·曼宁向維基解密上传了泄露的文件，因此被判刑。

## 内容

### 伊朗
美国情报部门认为，伊朗已从朝鲜得到先进导弹，可以攻击到欧洲。
沙特阿拉伯国王阿布杜拉“时常敦促”美国攻打伊朗，摧毁伊朗的核武器计划。巴林國王哈麥德、阿布達比王儲穆罕默德均向美表达对伊朗的不满，望美阻止伊朗。
法国总统萨科齐的最高外交顾问在给美国高级官员的电报中声称：“如今伊朗就是一个法西斯国家，是时候决定下一步行动了。”
美国曾要中国阻止朝鲜导弹从中国过境运输至伊朗。

### 朝鲜半岛
美國和韩国官員对如果朝鲜崩潰的情況擬定了朝鲜統一计划。美國駐韩国大使表示，韩国考慮向中國提供商業支持来消除中國對朝鲜統一的關切。
中共中央对外联络部部長王家瑞对美國副國務卿表明，朝鲜的行动无法用常识来判断。

### 欧洲
美国政府在2010年初曾经致电其驻欧盟各国大使馆，要求他们采取行动，阻止欧盟取消自1989年以来对中国的武器禁运。电报中称，美国之所以要向驻欧盟各国使馆发出这一指示，是因为西班牙驻中国大使2010年1月曾对中国媒体表示欧盟有可能考虑取消对华武器禁运。
西班牙总理萨帕特罗表示，他对中国崛起“很焦虑”，他很高兴“世界第一强权国家”美国培植并强化欧洲盟邦，西方国家也将把“对抗”中国及印度等新兴国家的长期战略和互惠战略“铭记在心”。
美国在比利时、德国、意大利、荷兰和土耳其5个国家布置了至少200枚核弹，其中在确认的5个可能的北约基地中至少有4个部署了战术核武器。

### 古巴
古巴7个最大贸易伙伴国中的中国、西班牙、加拿大、美国、巴西和意大利6国以及主要债权国法国和日本的外交官警告，古巴的“财政状况可能会在2到3年内遭遇危机”。而古巴的一名官员曾向意大利外交官透露，古巴“将在2011年面临破产”。
另一份秘密文件显示古巴前领导人菲德尔·卡斯特罗2006年在自己的专机上差点因肠穿孔而喪命。

### 中国大陸
根据维基解密爆出的机密电报，“一名中国联系人”告诉美国驻北京大使馆，中共中央政治局主導了对美国、西方盟国、Google等的黑客入侵事件。电报说：“Google黑客事件，是由中国政府执行层、政府招募的民间安全专家和网络不法分子协调合作的电脑破坏事件。”
根据另一份文件，美国怀疑中国提供30亿美元收买吉尔吉斯斯坦关闭美国的玛纳斯空军基地。不過中国驻吉尔吉斯斯坦大使张延年对美国大使的这种怀疑表示嘲笑：“每个中国人都要为此支付3美元，如果我国的人民知道了，搞不好会有一场革命。”
根據美國駐北京大使館的密電內容，台灣於2009年5月之所以能成為世界衛生組織的觀察員，是因為強調是在極廣義的“一个中国”基礎上，雙方透過協商可以達成的目標。
在2010年的一份外交密电中，时任中国外交部副部长何亚非曾就日本入联问题在对美国驻华大使馆进行交流时表示了强烈的反对态度。
美國駐北京大使館的電文披露，與房產業頗有淵源的幹部為了賺回本，只好拼經濟成長，不顧環保和人民的需要。政治局委員內部成員的政商關係，是主要左右決策的關鍵，任何決定都得確保他們的利益不受威脅，並反對損害他們利益的改革。中共高層領導人瓜分了中國的經濟蛋糕。比如，前總理李鵬家族控制整個電力行業的利益；中央政法委書記周永康及其合夥人控制著石油行業；前中共領導人陳雲的家族控制著中國銀行界；全國政協主席賈慶林是北京大宗地產開發的幕後受益人。中共總書記胡錦濤的女婿是新浪網的老闆，總理溫家寶的妻子則掌控了中國的寶石業。中共領導層的一個主要特徵就是要在離任後還能保護自己和家人。因此，現任領導人都用心地提拔自己的接班人。一旦下台，這些接班人就能來保護他們的利益。中央政治局內部採取「共識決」，儘管中共中央總書記說話最有份量，但是每位委員都握有否決權，任何決策都得經過充分討論，直到有共識。目的是防止權力過度集中在一人手裡，不過一旦涉及棘手的西藏問題，只有胡錦濤說的才算數，任何人只要態度一軟化，官位就可能不保。
根据美国驻华大使馆在2007年3月的一份文件显示，当时的中国国务院副总理李克强曾告诉时任美国驻华大使雷德“中国的GDP数据是人为操控的，不靠谱。”。
在与智利的外交电文中，揭露出六四事件中美国政府早知天安门廣場未发生屠杀事件，問題發生在一旁的木樨地。
外交电文引述智利外交官的說法：天安門廣場沒有死人，而非六四事件無死人。一名曾參與六四事件的中国人民解放军士兵在事件數月后向同鄉談起，稱被誘騙向抗議者開槍。

### 台灣
在2010年及2011年，美國外交電文遭維基解密公開於網路上，其中有部分關於美國在臺協會（AIT）分析台灣政治的機密電文。
維基解密釋出的AIT機密電文顯示，朱立倫曾告知AIT許多中國國民黨內部的消息。朱立倫強調自己的重要性，他在2008年立委選舉後對美方說，桃園縣國民黨立委勝選都是由他組織運作的功勞。朱立倫認為，馬英九希望連戰、王金平、宋楚瑜、吳伯雄等國民黨「大老（old guard）」能「退場（ease out）」，雖然大老們步步進逼，但馬英九有信心認為自己會成功，連戰已失去臺北當局與北京當局之間傳話者角色，而國民黨內馬英九也決定在吳伯雄黨主席任期終止後取而代之。馬英九不是連戰，對於中國大陸並不天真；當親民黨不再是有實力的政黨時，宋楚瑜當然會尋找影響國民黨兩岸及其他政策的機會；但是馬英九非常不喜歡宋楚瑜，而且不會聽連戰的話。朱立倫表示兩黨政治是未來趨勢，與親民黨聯盟並不是那麼重要；朱甚至說宋楚瑜政治生命已盡（in his politcal grave）。國民黨高層運作手段就是政治交易裏的「拿與給」；也可以看成馬英九在玩弄均勢遊戲。王金平與連戰不滿意馬英九未任命更多屬於他們的人馬。事實上，馬已接受兩位王金平推薦的人，也「已經安置了十七位連的人馬」，包括臺灣菸酒公司董事長。朱立倫向美方陳述自己的重要性，強調自己與連戰維持良好的關係，連戰也希望朱可以把想法傳遞給馬。朱立倫說，王金平總是希望有一天能成為總統，大選前半年還為此去算命，算命師說，當時的國民黨總統參選人馬英九會因特別費官司棄選，王金平會因此獲黨提名，王金平還詢問朱是否有意願擔任副總統或行政院長；朱則建議王金平，除非選情真的出現問題，否則應繼續支持馬。朱立倫分析，胡志強爭取當總統府秘書長是基於健康因素的考量，因為獲得副總統蕭萬長支持，以為自己穩操勝算；但胡志強與前行政院長劉兆玄不合，加上馬英九也未表態支持，最後無法接任。劉兆玄能成為馬政府首任閣揆，朱立倫透露，是因為蕭萬長堅持。蕭「強烈抗拒」想爭取閣揆寶座的海基會董事長江丙坤，認為江「已經70多歲，還想擁有權力」。美方譽稱這是「國民黨內線坦率地談國民黨政治、兩岸直航與美臺關係」的文件，背後還附註，即使文件解密，朱的姓名也不能曝光，因此公文上顯示的是「Eric Chu (protected)」。2021年9月4日，在《110年中國國民黨主席候選人電視政見發表會》交叉詰問環節中，張亞中就此要求朱立倫給出明確解釋。對此，朱立倫回應：“謠言止於智者。”
2007年2月馬英九因特別費案被起訴翌日的AIT電文中，王金平說，國民黨當務之急應另擇總統候選人，但吳敦義「太腐敗」無法成為候選人；王也批馬「是無能、沒有效率的領導者」。王金平還說，國民黨應提名像他一樣本土、在南部有影響力的人選，才能克服民主進步黨在南部的優勢。另在2008年10月，民調低迷的馬英九考慮選國民黨主席，王向楊甦棣說，很多人會質疑，無法領導台灣的人如何領導黨？楊問：「若馬民調上升，是否可能接黨主席？」王呵呵笑說：「那民調要到五、六成才可能。」王還指，很多國民黨黨工不滿馬，認為馬「很自私，沒有照顧他們」。王也不贊成時任桃園縣長的朱立倫接黨主席，因朱太年輕、缺乏經驗，且朱的父親是外省人、會嚇跑黨內本土派。另在2009年四月王曾向楊甦棣說，馬英九兼任黨主席，並非促成國民黨團結的萬能藥。王曾於2005年與馬競選黨主席落敗。
中國國民黨榮譽主席連戰也充分表達對馬英九的厭惡之情：2007年11月連戰向楊甦棣透露，暫時還不想為馬輔選；楊特別注明，連明顯地對馬透露出不屑態度。前中華民國總統陳水扁因案服刑中，楊甦棣問連戰「你不喜歡的那個人」（陳水扁）是否會被特赦；連竟幽默回答「你是說馬英九嗎」，指出他對馬英九的厭惡。連戰也批評馬英九的國家認同，他說，馬沒有臺灣意識，馬認同「中華民國」而非「臺灣」。連戰私下經常批評馬，暗示馬解決問題的方式往往過於僵硬、缺乏彈性。連還戲謔地說，要想知道馬會怎麼做，「去看規則手冊（rule book）就知道了」。
臺中市長胡志強爆料，馬英九在2008年中華民國總統選舉前根本抗拒「Long Stay」下鄉體察民情，只想「躲起來休息」。
吳敦義曾在2007年1月批評王金平「缺乏行政能力，遑論總統」。吳敦義在2009年9月就任行政院院長後二週與AIT臺北辦事處處長司徒文會面，談及莫拉克災後重建等議題。吳敦義告訴司徒文，馬英九的支持度已從莫拉克風災低於20％，回升至將近50％。AIT附註說，吳未具體引述是哪個民調，但根據AIT了解，馬的支持度雖有回升，但沒有吳說得那麼好。司徒文評論，吳敦義回答問題很謹慎，只有在談論災後重建以及第十四世達賴喇嘛訪台問題背後的地方政治算計等議題時才顯得自在；但提到關於兩岸關係的政策時，就顯得比較小心，遇到敏感議題時還會迴避問題。
民主進步黨新潮流系大老洪奇昌在2005年4月向AIT台北辦事處副處長葛天豪表示，他於2005年4月16至17日代表當時新潮流系領導人吳乃仁秘密飛往香港，與中央人民政府駐香港特別行政區聯絡辦公室台灣事務部部長邢魁山見面；而且新潮流系早在1997年就與國務院台灣事務辦公室建立秘密對話管道，雙方定期聚會交換意見或研商特殊實質性議題，時任中華民國國家安全會議秘書長邱義仁也熟知此事；此次香港密會，邱義仁與行政院大陸委員會副主任委員邱太三都知情，時任總統陳水扁都被蒙在鼓裡。
AIT高雄分處於2007年9月10日提交的報告指出：2007年9月25日，2008年中華民國總統選舉民進黨總統候選人謝長廷向AIT台北辦事處處長楊甦棣說，他支持入聯公投，但他會全力抗拒深綠勢力把台獨活動帶進選戰，而陳水扁會撤換力推激進版〈正常國家決議文〉的民進黨主席游錫堃；同月28日，中華民國外交部部長黃志芳說希望美方注意陳水扁降低〈正常國家決議文〉激烈度的努力，但楊甦棣回答，〈正常國家決議文〉即使降低激烈度也仍然碰觸敏感的主權議題，美台關係已被陳水扁先前各項措施破壞，「台灣作為美國的友人，政治領袖對於可能影響西太平洋局勢穩定的言行，必須採取更負責任態度」。2008年總統選舉民進黨副總統候選人蘇貞昌等民進黨人士都明確表示，入聯公投只是選戰工具。民進黨立委管碧玲直言，入聯公投只是國內選舉議題，一旦民進黨在2008年總統選舉中勝選，民進黨就會「拋棄（drop）」這個議題，「總統在選後必須採取現實路線，到時一切都會回歸正常」。
蘇貞昌在2008年10月與楊甦棣會面時批評，民進黨主席蔡英文缺乏政治經驗，對民進黨的草根性不夠了解，不是一個有力的領導人。AIT機密電文認為，蔡英文寧可與AIT談兩岸議題，也不願與總統馬英九見面。

### 巴基斯坦
电文显示，美国担心巴基斯坦核电厂的放射性物质被用于恐怖攻击。文件透露，美国自2007年以来一直试图移除巴基斯坦一处研究用核子反应炉里的高度浓缩铀。2009年5月的一份文件显示，美国大使派特森说，巴基斯坦拒绝美国专家前往。她引述巴基斯坦官员的话说，移除这项燃料会被视为“美国取走巴基斯坦核武”。

### 联合国
美国国务卿希拉里·克林顿向美国“外交官员”发电文，要求他们搜集联合国重要官员的信用卡详细资料、电子邮件密码、DNA样本和指纹等“个人性和生物识别”信息。

### 关塔那摩监狱
世界各国曾就是否接受古巴关塔那摩监狱囚犯进行讨论。美国告诉斯洛文尼亚，如果同意接收囚犯，将“获与奥巴马总统见面的机会”。南太平洋岛国基里巴斯接收囚犯后，则可获得数百万美元的奖励。美国也告诉比利时政府，收留囚犯可能是“比利时在欧洲获得显赫地位的低成本方式”。

### 国家领导人
在维基解密泄露的文件中，美国和其他地区外交官员对一些其他国家元首和政府首脑有直白的评价：
- 朝鮮勞動黨總書記金正日被認為是「虛弱的老傢伙」，因中風而身心受創。
- 中共中央總書記胡锦涛被日本首相麻生太郎形容為「一個在會議中充滿自信且放鬆的人」，這與中國國務院總理溫家寶形成了鮮明的對比，溫家寶看起來總是非常疲憊並且似乎是承受了很多來自金融危機的壓力[53]。
- 伊朗總統艾哈迈迪·内贾德被稱為「希特勒」。
- 津巴布韋总统罗伯特·穆加贝被南非負責國際關係與合作的政府官員形容为「瘋老頭」。
- 一美国高层外交官员形容意大利总理贝卢斯科尼“缺乏效率、太自负且无能”。另一封电报称贝卢斯科尼“生理上、政治上都很软弱”，认为他身體疲憊是因为晚上都在开派对。
- 一封电报形容阿富汗总统卡尔扎伊“相当软弱”。卡尔扎伊和美国总统奥巴马的关系不稳定。
- 利比亚革命领导人卡扎菲被认为过份倚赖亲信，和一随从的「性感的」乌克兰护士有染，并且有恐高症。[54]
- 俄罗斯总统梅德韦杰夫尽管是俄罗斯最高领袖，但服从俄罗斯总理普京指示。美驻俄大使馆说，梅德韦杰夫就像普京这个“蝙蝠侠”的手下“罗宾”。
- 德国总理默克尔被认为“会规避风险，而且不太有创意”。德国外交部长威斯特威勒有“精力充沛的性格”，但外交实务经验不足。
- 法国总统萨科齐被认为在指责政府团队时“易怒且专制”。
- 对英国首相卡梅伦政治方面有批评。对一些英国王室成员不恰当言行有些评价。[55]

## 维基解密被攻擊
维基解密伺服器在公開美國外交電報一小時前受到分散式阻斷服務攻擊，使维基解密服務一度中斷。
2010年12月1日，Amazon.com在美國政府壓力下把维基解密託管在EC2的資料全部刪除。